# فضل‌الله دهخدا
فضل‌الله دهخدا (انگلیسی: Fazlollah Dehkhoda؛ زادهٔ ۲۷ اسفند ۱۳۲۷) ورزشکار وزنه‌برداری اهل ایران است.
وی در جایگاه هشتم بازی‌های المپیک تابستانی ۱۹۷۶ و در جایگاه نهم مسابقات قهرمانی وزنه‌برداری جهان ۱۹۷۴ قرار گرفت.